# Arachnomysis megalops
Arachnomysis megalops är en kräftdjursart som beskrevs av John Todd Zimmer 1914. Arachnomysis megalops ingår i släktet Arachnomysis och familjen Mysidae. Inga underarter finns listade i Catalogue of Life.